# 科林斯維爾鎮區 (伊利諾伊州麥迪遜縣)
科林斯維爾鎮區（英語：Collinsville Township）是位於美國伊利諾伊州麥迪遜縣的一個行政鎮區。

## 地方資料
根據2010年美國人口普查的數據，科林斯維爾鎮區的面積為92.50平方千米，當中陸地面積為90.30平方千米，而水域面積為2.20平方千米。當地共有人口35865人，而人口密度為每平方千米387.73人。